# 小行星3941
小行星3941（英語：3941 Haydn）是一颗围绕太阳公转的小行星。1973年10月27日，佛蒙特·伯根在陶腾堡发现了此天体。
这颗小行星的绝对星等为290.46175等。